# Tromsø Museum
Tromsø Museum er et regionalt museum etableret 16. oktober 1872. Det indgår i Universitetsmuseet i Tromsø.
Museet omfatter udover hovedmsueet der ligger på Sørøya også, Polarmuseet, M/S Polstjerna og Tromsø arktisk-alpine botaniske have.

## Historie
De tidligste tanker om et museum for Nord-Norge blev lanceret i 1840 og resulterede i den første udstilling for Tromsø amt i 1870. To år senere blev et fast museum for Tromsø stift etableret i lejede lokaler i Baptistmenighedens kirke i Fredrik Langnesgate, og senere i et nybygget i Muségata (1894). Museet blev flyttet til Folkeparken i 1961.
Museets tidsskrift Ottar er blevet udgivet siden 1954. Tromsø Museum ble 1. januar 1976 en del af Universitetet i Tromsø og har senere fået navnet Tromsø Museum - Universitetsmuseet. Siden 1998 har museet været med i "Museumsprosjektet" for udvikling af online museum.

## Samlinger og udstillinger
Pr. 2012 omfatter museet to videnskabelige sektioner: sektion for naturvidenskab og sektion for kulturvidenskab. Hver sektion har store samlinger som dokumenterer mere end 100 års udforskning af landsdelen og andre nordlige områder. De faste udstillinger på museet omfatter geologi og zoologi samt to samiske udstillinger, en arkæologisk udstilling og en kirkekunstudstilling. I tillæg kommer midlertidige udstillinger som museet selv producerer og udstillinger som lånes fra ind- og udland. Museet har også samlinger på internettet, blandt andet ca. 50.000 billeder i Universitetsmuseernes fotoportal samt ca. 8000 genstande fra nyere kulturhistorisk samling og samisk-etnografisk samling.
Universitetsmuseet har fire afdelinger som er åbne for publikum: Tromsø Museum på Sørøya, Polarmuseet i centrum, M/S Polstjerna i Sørbyen og Tromsø arktisk-alpine botaniske have i Breivika.